# Mariánské Lázně
Mariánské Lázně (/ˈmarɪjaːnskɛː ˈlaːzɲɛ/, en alemán: Marienbad —Baños de María) es una ciudad situada en el distrito de Cheb, en la región de Karlovy Vary, República Checa. Tiene una población estimada, a inicios de 2024, de 14 225 habitantes.
Desde 2021 está inscripta en la Lista del Patrimonio Mundial de la UNESCO junto con Františkovy Lázně y Karlovy Vary, en el apartado "Ciudades balneario famosas de Europa". 
Sede de baños termales y hoteles de arquitectura ecléctica, es una ciudad jardín mencionada originalmente ya en el siglo XII y que adquirió reputación durante el Imperio austrohúngaro, donde acudieron a descansar y curarse personajes como Johann Wolfgang von Goethe, Frédéric Chopin, Anton Bruckner, Franz Kafka, Henrik Ibsen, Mark Twain, Richard Wagner, Stefan Zweig, Sigmund Freud, Alfred Nobel, Gustav Mahler y Friedrich Nietzsche, además de reyes, zares, príncipes y miembros de la nobleza europea.
Alcanzó su esplendor entre 1870 y 1914, con otro período importante entre las dos guerras mundiales. 

## Ciudades hermanadas
- Bad Homburg — Alemania (1990)
- Chianciano Terme — Italia (2000)
- Marcoussis — Francia (2005)
- Weiden in der Oberpfalz — Alemania (2007)
- Malvern — Reino Unido (2013)